# دالتون (فوهة)
فوهة دالتون (بالإنجليزية: Dalton)‏ هي فوهة قمرية صدمية تقع بالقرب من الطرف الغربي للقمر. وتتصل الفوهة بالحافة الشرقية لفوهة آينشتاين، وعلى شمالها فوهة بالوبا وجنوبها فوهة فاسكو دا غاما. لا يعد إطار الفوهة متآكلًا بشدة. وللأرض الداخلية للفوهة نظامًا أخدوديًا.